# ماريون مونتجومري
ماريون مونتجومري (بالإنجليزية: Marion Montgomery)‏ هي عازفة الجاز ومغنية أمريكية، ولدت في 17 نوفمبر 1934 في ناتشيز في الولايات المتحدة، وتوفيت في 22 يوليو 2002 بسبب سرطان الرئة.

## وصلات خارجية
- ماريون مونتجومري على موقع IMDb (الإنجليزية)
- ماريون مونتجومري على موقع ميوزك برينز (الإنجليزية)
- ماريون مونتجومري على موقع أول ميوزيك (الإنجليزية)
- ماريون مونتجومري على موقع ديسكوغز (الإنجليزية)